# Ліхні
Лі́хні (груз. ზუფუ, абх. Лыхны) — село у Ґудаутському муніципалітеті Абхазької Автономної Республіки Грузії.

## Географія
Село розташоване за 5 км на північний схід від міста Ґудаута. Населення 15 тис. чоловік (найбільше село в Абхазії). Історія Ліхні нараховує 1,5 тис. років. Воно є історичним центром Бзибської Абхазії. З 1808 по 1864 було офіційною резиденцією верховного князя Абхазії та її столиці.

## Пам'ятки Ліхні
У селі є комплекс, у який входить літній палац Абхазьких царів та діючий купольна церква Успіння Пресвятої Богородиці X—XI ст. з багатим фресковим розписом XIV ст. У середині церкви знаходиться усипальниця князя Ґіорґі Шервашидзе, при якому Абхазія ввійшла в склад Російської імперії. На окраїні села — руїни християнського храму VI—VII ст.
У 1931 та 1989 роках Ліхні стало місцем загальнонаціонального сходу абхазського народу. Щорічно у жовтні в селі, на громадській галявині Ліхнашта («Ліхненська галявина») відмічається свято врожаю.

## Відомі люди
- Лакоба Нестор Аполлонович
- Дзідзарія Георгій Олексійович